# Amours irlandaises
Pour plus de détails, voir Fiche technique et Distribution.
Amours irlandaises (Wild Mountain Thyme) est un drame romantique américain écrit et réalisé par John Patrick Shanley, sorti en 2020.
Il s'agit de sa propre adaptation cinématographique de sa pièce de théâtre Outside Mullingar, joué à Broadway en 2014.

## Synopsis
Dans la campagne irlandaise, une agricultrice, Rosemary, et un fermier, Anthony Reilly, sont voisins depuis leur enfance. Elle a toujours été amoureuse de lui mais ce dernier ne s'en est jamais rendu compte. Ils semblent promis l'un à l'autre depuis longtemps mais quelque chose empêche Anthony, que son propre père Tony dit fou, d’assumer son amour pour Rosemary. De fait, leur idylle semble être impossible car leurs familles se mènent une guerre sans merci concernant un lopin de terre, coincé entre deux portails, qui sépare leurs deux fermes. D'autant plus que le patriarche des Reilly menace son fils, qui passe son temps à chercher la bague de sa mère (qu’il croit avoir perdu) avec un détecteur de métaux, de léguer la leur à son riche cousin américain, Adam qui vit à New York, s'il continue à fréquenter la jeune femme tandis que la mère de Rosemary fait tout son possible pour apaiser la tension et régler le conflit.

## Lieux du tournage
Le tournage s’est déroulé pendant cinq semaines dans le comté de Mayo, sur la côte ouest de l’Irlande. John Patrick Shanley s’est rendu d’avance sur place en compagnie du directeur de la photographie, Stephen Goldblatt, avec qui il avait fait équipe lorsqu’il a réalisé son tout premier film, Joe Versus the Volcano, en 1990. Ils ont choisi ensemble les lieux où se déroulent les diverses scènes.

## Fiche technique
- Titre original : Wild Mountain Thyme
- Titre français : Amours irlandaises
- Réalisation et scénario : John Patrick Shanley, d'après sa propre pièce de théâtre Outside Mullingar
- Photographie : Stephen Goldblatt
- Montage :  Ian Blume
- Musique : Amelia Warner
- Producteurs : Anthony Bregman, Bradley Gallo, Michael A. Helfant, Martina Niland, Leslie Urdang et Alex Witchel
- Sociétés de production : HanWay Films, Amasia Entertainment, Mar-Key Pictures, Likely Story et Port Pictures
- Société de distribution :  Bleecker Street (États-Unis) / Lionsgate (Royaume-Uni) / Metropolitan FilmExport (France)
- Pays d'origine :  États-Unis
- Langue originale : anglais
- Format : couleur
- Genre : drame
- Durée : 102 minutes
- Dates de sortie  :
  - États-Unis : 11 décembre 2020
  - France :
    - 7 avril 2021 (en VOD)
    - 15 avril 2021 (en DVD)

  - Royaume-Uni : 30 avril 2021 (en VOD)

## Distribution
- Emily Blunt (VQ : Camille Cyr-Desmarais): Rosemary Muldoon
  - Abigail Coburn : Rosemary jeune
- Jamie Dornan (VQ : Éric Bruneau) : Anthony Reilly
  - Darragh O'Kane : Anthony jeune
- Jon Hamm (VQ : Patrick Chouinard) : Adam Kelly
- Christopher Walken (VQ : Jean-Luc Montminy) : Tony Reilly
- Dearbhla Molloy (VQ : Claudine Chatel) : Aoife Muldoon
- Danielle Ryan : Maeve
- Lydia McGuinness : Eleanor

 Source et légende : version québécoise (VQ) sur Doublage.qc.ca